# فرقة العمل المعنية بتكنولوجيا المعلومات والاتصالات التابعة للأمم المتحدة

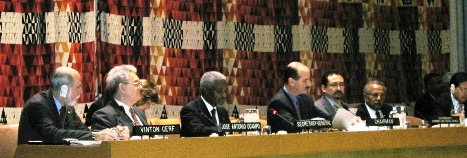
الأمين العام للأمم المتحدة كوفي عنان معالجة 6 دورة الأمم المتحدة فرقة العمل في مدينة نيويورك 25 مارس 2004

كانت فرقة العمل المعنية بتكنولوجيا المعلومات والاتصالات التابعة للأمم المتحدة ( UN ICT TF ) بمثابة مبادرة لأصحاب المصلحة المتعددين المرتبطين بالأمم المتحدة والتي «تهدف إلى إعطاء بُعد عالمي حقيقي لعدد كبير من الجهود لسد الفجوة الرقمية العالمية ، وتعزيز الفرص الرقمية وبالتالي وضع تكنولوجيا المعلومات والاتصالات بقوة في خدمة التنمية للجميع».

## وصلات خارجية
- UNICTTF الرسمي الصفحة الرئيسية
- معلومات حول الفرص الرقمية فرقة (نقطة قوة)
- العالمية eSchools والمجتمعات مبادرة (المبادرة)